# 平田雅輝
平田 雅輝（ひらた まさてる、1971年8月4日 - ）は、三重テレビ放送のアナウンサー。

## 人物
奈良県葛城市出身。上宮高等学校、流通科学大学を卒業後、1994年に入社。
高校野球三重大会や全国高校サッカー選手権大会などスポーツの実況を担当。現在は同局の報道制作部部長を務め、報道番組・ドキュメンタリーの制作・取材に携わっている。また、2015年には昭和東南海地震を題材とし平田が制作に携わったドキュメンタリー『戦争で消された巨大地震〜昭和東南海地震を語り継ぐ〜』が、第23回坂田記念ジャーナリズム賞特別賞を受賞している。

## 現在の担当番組
- 三重テレビニュースウィズ
- 全国高等学校サッカー選手権大会・三重県大会をはじめとした、各種スポーツ中継

## スポーツ実況
以下は全国高校サッカー選手権大会における実況。
85回大会
2006年12月30日から行われた第85回全国高校サッカー選手権大会でのメインアナウンサーグループに選出されたほか、開会式のテレビ実況を担当した。
86回大会
86回大会は三重県代表の三重県立津工業高等学校が、1991年（70回大会）の三重県立四日市中央工業高等学校以来、県勢2校目のベスト4まで進出を果たした大会であった。2008年1月2日の富山第一高等学校（等々力陸上競技場）との試合から準々決勝の広島県立広島皆実高等学校（駒沢陸上競技場）との試合までの実況を担当。準決勝の流経大柏（国立競技場）との試合はベンチレポートを担当した。
89回大会
89回大会は国立競技場で行われる準決勝（千葉代表・流通経済大柏×京都代表・久御山）を実況。

## 著書
- 伝えたい、この想い 第100回全国高校サッカー選手権記念 アナウンサーたちのロッカールーム（2021年、東京ニュース通信社・講談社）[1][4][5][6] ISBN 978-4-06-526740-0
  - 藤井貴彦（日本テレビ）・福岡竜馬（福岡放送）・岡崎和久（札幌テレビ放送）などとの共著。